# Andrea Quill
Andrea Quill, née « Andrath », est un des personnages principaux de la série télévisée britannique de science-fiction Class, série dérivée de Doctor Who. Elle apparaît d'abord dans le premier épisode de la série, For Tonight We Might Die, et occupe un rôle prédominant jusqu'à la fin du huitième et dernier épisode, The Lost. Tout comme Charlie, elle vient de la planète Rhodia. Elle est interprétée par Katherine Kelly.

## Histoire du personnage
Dans The Metaphysical Engine, or What Quill Did, Dorothea Ames tient sa promesse envers Mlle Quill : elles partent en « expédition » afin d'enlever l'Arn du crâne de Quill, accompagnés de Ballon, un métamorphe, qui peut extraire l'Arn sans tuer Quill, à condition d'avoir un certain nombre d'éléments réunis : le sang du Dieu de Ballon, les phéromones d'un Arn, et le cerveau d'un(e) Quill. Pour ce faire, Mme Ames utilise une relique métaphysique, leur permettant de visiter des endroits n'existant plus, ou qui n'existent que dans des croyances. Afin d'obtenir le cerveau d'un(e) Quill, ils visitent le premier nid de Quill dans l'histoire, qui est celui de la Déesse des Quills. On y apprend des éléments de mythologie Quill : la Déesse des Quills remonte des enfers où elle avait été enfermée, et sort de son cocon. On apprend également de Quill qu'elle était croyante, mais qu'elle a cessé de croire au cours de la guerre, quand son peuple était abandonné, face aux Rhodiens. Après avoir tué la créature divine, Ballon et Quill discutent en attendant que Dorothea, qui a été assommée, revienne à elle. Quill parle de la mort de son compagnon quand elle était sur Rhodia, et elle explique à Ballon son besoin de vengeance envers Charlie, le dernier Rhodien en vie. Une fois que Dorothea reprend conscience, Ballon délivre Quill de l'Arn; cette opération laisse une cicatrice autour de l'œil gauche de Mlle Quill. L'enseignante tombe ensuite sous le charme de Ballon, et les deux personnages ont une relation charnelle qui est suggérée. Ils découvrent ensuite qu'ils sont dans le Cabinet des Âmes. Afin d'en sortir, ils doivent se battre à mort, et c'est le survivant qui pourra revenir sur Terre. Quill refuse de se battre, mais Dorothea avait déjà planifié l'issue du combat; ainsi, quand Ballon tente d'utiliser l'arme de Quill (offerte par Dorothea avant le combat), l'arme le tue. Elle sort alors du Cabinet des Âmes, physiquement changée : ses cheveux sont plus longs, et elle est plus âgée. Elle retourne alors à l'Université Coal Hill, à la fin des événements de Detained, et sauve Charlie. Ram, Tanya et April s'en vont, laissant Charlie et Matteusz seuls avec Mlle Quill, qui révèle comme dans l'épisode précédent qu'elle n'est plus l'esclave de Charlie, avant de s'écrouler par terre. Matteusz remarque qu'un autre détail a changé chez elle, à part ses cheveux et son visage : son ventre. Mlle Quill est enceinte.
Dans l'épisode suivant, The Lost, qui se déroule exactement six jours après les événements du précédent, Mlle Quill est dans sa phase d'hibernation. On découvre que Charlie veille sur elle. Matteusz vient lui rendre visite, et pendant que les deux amants sont ensemble à discuter, Quill se réveille et hurle. Elle demande immédiatement son arme à Charlie, qui l'a cachée dans le Cabinet des Âmes. Elle exige que Charlie tue le peuple des Ombres, pour qu'elle le tue ensuite. Les deux jeunes hommes s'enfuient lorsqu'April les appelle. Tanya vient chez Quill pendant ce temps, pour lui demander de l'aide, car le peuple des Ombres a tué sa mère. Elle veut utiliser le Cabinet des Âmes, en forçant Charlie. Elles vont ensemble à l'Université Coal Hill pour s'assurer que les frères de Tanya sont en vie, et au moment où elles arrivent, elles voient les frères de Tanya sur le point de se faire attaquer. Mlle Quill les sauve, et apprend à Tanya à se battre, sur sa demande. Elles sont ensuite rejoints par Charlie, Matteusz, Dorothea et le peuple de l'Ombre, puis par April. Corakinus, le Roi du peuple de l'Ombre, lance une attaque sur Terre, et prend Matteusz en otage. April lui propose alors un marché : il arrête son attaque, et elle vient avec lui. Il accepte, mais elle découvre que ce n'est qu'un leurre; il ne compte guère arrêter l'attaque. Elle demande alors à son amie Charlie de la tuer, ce qui tuera instantanément Corakinus également, partageant le même cœur. Charlie, malgré des réticences, s'exécute. Il devient alors le Roi du peuple de l'Ombre, mais ne peut leur dire d'arrêter l'attaque sans qu'ils se rebellent. Mlle Quill et Tanya décident alors d'aller les affronter un par un pendant que Charlie active le Cabinet des Âmes. Une fois tous les membres du peuple de l'Ombre exterminés, Charlie est sur le point d'être lui aussi « absorbé » par le Cabinet, mais au dernier moment, Quill le sauve, jugeant qu'il « doit vivre avec le sacrifice ». Tous les personnages découvrent ensuite qu'April est en vie... mais dans le corps de Corakinus. La série Class s'arrête sur cette dernière scène.

## Casting et réception

### Casting
Les acteurs principaux jouant dans la série sont révélés le 4 avril 2016, dans un communiqué de presse par la BBC. Katherine Kelly y est alors annoncée comme jouant le rôle d'une enseignante. 

### Réception
Katherine Kelly, dans une interview pour le journal Independent, juge que ce rôle est « un rôle de rêve ».

## Apparence et personnalité

### Personnalité
Dans une interview donnée au journal Independent, Katherine Kelly donne sa vision du personnage qu'elle interprète : « l'enseignante que personne ne voudrait avoir ». Elle ajoute que Mlle Quill est « plus intelligente que tous les élèves réunis ensemble », qu'elle « les méprise », mais que s'ils se trouvaient en danger, c'est vers elle qu'ils se tourneraient. Sa page de présentation sur le site de la BBC la présente comme étant « sévère », « dure », ou même « cruelle ». Ce propos est toutefois nuancé lorsqu'il est précisé qu'elle cache une « solitude » en elle, à la suite de la disparition de son peuple.

## Apparitions du personnage

### Épisodes deClass
- 2016 : For Tonight We Might Die
- 2016 : The Coach With the Dragon Tattoo
- 2016 : Nightvisiting
- 2016 : Co-Owner of a Lonely Heart
- 2016 : Brave-ish Heart
- 2016 : Detained
- 2016 : The Metaphysical Engine, or What Quill Did
- 2016 : The Lost

### Romans pourClass
- 2016 : Joyride[7]
- 2016 : The Stone House[8]
- 2016 : What She Does Next Will Astound You[9]